# Haití en los Juegos Olímpicos de Seúl 1988
Haití estuvo representado en los Juegos Olímpicos de Seúl 1988 por cuatro deportistas, tres hombres y una mujer, que compitieron en dos deportes.
La portadora de la bandera en la ceremonia de apertura fue la atleta Deborah Saint Phard. El equipo olímpico haitiano no obtuvo ninguna medalla en estos Juegos.